# والتر جنکینز
والتر ویلسون جنکینز (۲۳ مارس ۱۹۱۸ – نوامبر ۲۳، ۱۹۸۵) یک چهره سیاسی آمریکا و دستیار رئیس جمهور ایالات متحده لیندون بی. جانسون بود. حرفه جنکینز پس از یک رسوایی جنسی به پایان رسید این خبر هفته قبل از انتخابات ریاست جمهوری ۱۹۶۴ گزارش شد.

## موارد اضافی
- لیندون جانسون: انتخابات ریاست جمهوری، ضبط, 6 جلد. (نیویورک: نورتون 2005)